# Paralimna argentea
Paralimna argentea är en tvåvingeart som beskrevs av Timothy M. Cogan 1968. Paralimna argentea ingår i släktet Paralimna och familjen vattenflugor.
Artens utbredningsområde är Nigeria. Inga underarter finns listade i Catalogue of Life.